# Genus demonstrativum
Genus demonstrativum (av latinets genus dvs "sort", och demonstrativum, som är besläktat med demonstration, dvs "uppvisande"; grekiska: γένος ἐπιδεικτικόν, génos epideiktikón) är inom retoriken en talform där något eller någon hyllas eller smädas. Vid genus demonstrativum lyfter man fram ett visst karaktärsdrag hos exempelvis en person, ett folk eller en plats. 
Genus demonstrativum är en av de tre kategorier i vilka den klassiska retoriken (konsten att nå fram med sitt budskap till sin publik på ett övertygande sätt) brukar delas upp i. De andra två är genus judiciale (rättstal, anklagelsetal eller försvarstal) respektive genus deliberativum (rådstal och politiska tal). Genus demonstrativum säger man befinner sig tidsmässigt i nutid, medan de andra två formerna tar upp dåtid och framtid.

## Användningsområden
Exempel på tal av kategorin genus demonstrativum är bröllopstal, begravningstal, festtal, jubileumstal, bordstal, minnestal m.fl. Andra typer av Genus Demonstrativum är hjältebiografier, propagandafilmer, vissa böcker, filmer (actionfilmer och nedtonade komedier om kämpande mammor till exempel) och tv-program som säger sig bygga på verkliga händelser.
Ett exempel på tes vid Genus Demonstrativum är "Jag tycker att vi ska vara stolta över vår stad".
Vid genus demonstrativum söker talaren påverka sin publik långsiktigt, men gör dem bara till åskådare som inte fattar formella beslut. Genus demonstrativum utgör ofta hyllningar och lovprisande tal (panegyrik). Detta hör till ceremoniell retorik som bestämmer våra moraliska doxa (alltså vår moraliska grupptillhörighet) och har en nyckelroll i vårt samhälle och i politiken. Den nyckelroll då den ska visa vad vi hyllar och älskar, men också vad vi hatar, vilka vi är, vilka vi bör vara och vad vi känner. Genom genus demonstrativum kan vi säga att någon är hedersvärd eller förkastlig. Med genus demonstrativum kan vi skapa hjältar och hjältinnor som förkroppsligar våra kulturella ideal. Vi kan förstärka publikens tro på dessa ideal, kritisera idealen eller förkasta idealen och ersätta dem med nya.

## Huvudstolpar
Topiket är ett slags huvudstolpar. Topiker för genus demonstrativum varierar från tid till tid, och publik till publik, men kan hämtas från till exempel skönhet, styrka,  hälsa, rikedom, lycka eller dess motsatser. Man kan också säga att person har lyckats med något svårare än någon annan gjort, i högre grad någon annan gjort, större än någon annan gjort eller tidigare än någon annan gjort. 
Exempel på topiker att använda vid genus demonstrativum är:
1. Härstamning
2. Nationalitet
3. Medborgarskap
4. Kön
5. Ålder
6. Uppfostran
7. Utseende
8. Ekonomi
9. Anseende
10. Karaktär
11. Yrke
12. Anspråk
13. Tidigare handlingar
14. Känslomässigt tillstånd
15. Intentioner
16. Attityder
17. Namn
18. Familj
19. Fritid